# Mitrapsylla borealis
Mitrapsylla borealis is een halfvleugelig insect uit de familie bladvlooien (Psyllidae). De wetenschappelijke naam van deze soort werd voor het eerst geldig gepubliceerd door Burckhardt en Queiroz in 2020.